# Megapolis Witches
Megapolis Witches (або скорочено — MW) — український рок-гурт, створений у 2009 році у Києві. 
«Megapolis Witches» часто отримували схвалення у слухачів та критиків як цікавий та один із найкращих молодих інді-рок, альтернативних гуртів України. Прикладів багато, але, на думку гурту, одним із визначних є схвальний відгук від Святослава Вакарчука, який гурт отримав ще на самому початку свого існування. Це відбулося коли колектив брав участь у конкурсі для музичних гуртів України «Djuice Music Drive» від оператора мобільного зв'язку Djuice на початку 2010 року.

## Історія

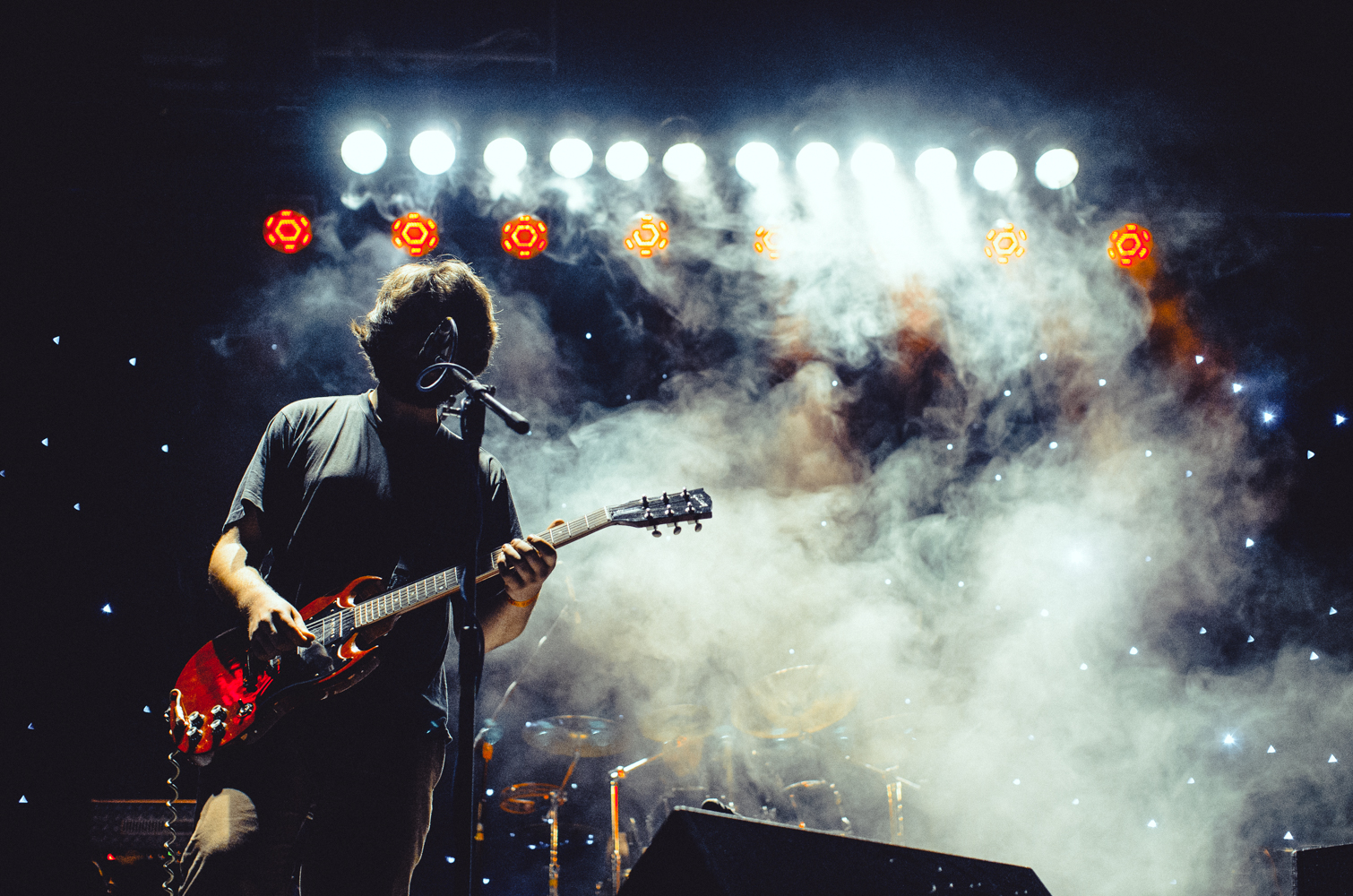
Фото з сольного концерту Megapolis Witches 26.04.2015 у клубі «Metropol Live Stage», м. Київ

### 2009 — початок
Заснування гурту.

### 2014 — альбом «My Walls»
Дебютний альбом «My Walls».

### 2015 — сингл «Bullet»
Гурт активно готує до випуску новий альбом. У листопаді планується вихід нового синглу, назва якого — «Bullet». MW вже презентували новий сингл в одному зі столичних клубів, але офіційний реліз був перенесений на пізнішу дату.
Ми почали роботу над цим треком на рубежі змін, та поки вони відбувалися, змінювався й сам трек. Зараз все в завершеній формі, як і наш основний склад гурту. Тому цей трек дуже знаковий та саме його ми хотіли випустити першим.
— говорить фронтмен Megapolis Witches Антон Юр'єв.

### 2017 — сингли «Tired Eyes» та «Star»
24 березня Megapolis Witches представили свій новий сингл «Tired Eyes».
Кожен день наші втомлені очі приймають нескінченні потоки інформації. Екрани телевізорів, телефонів і комп'ютерів, строкаті соцмережі, оточуюча нас глянцева реклама, яскраві товари в магазинах — всі ці ілюзорні ознаки щастя і благополуччя, заманюють наші погляди. Кожен день в наших очах намагаються запалити холодний штучний вогонь, наповнюючи нас безглуздими бажаннями, вселяючи нам те, що насправді не потрібно, надихаючи на вчинки, які ми не хочемо робити, мотивуючи нас помилковими інстинктами. Пронизливий крик «Tired Eyes» закликає зруйнувати цю «матрицю» і зняти з очей завісу нав'язаних нам ілюзій!
— коментують учасники гурту.
Сингл був зведений у Празі і вже розлітається світом через iTunes, Spotify, Deezer та інші популярні платформи. Також на «Tired Eyes» планується зняти відео кліп, подробиці якого поки що засекречені.
Сингл «Star» вийшов 12 грудня 2017 року.
«Star» — пісня про кохання. Любов в усіх її проявах — ту любов, яка є рушійною силою, прагненням досягти чогось або чогось навчитися, подоланням труднощів по дорозі до своєї далекої мети. Любов полягає у відчутті потужної енергії в тобі, порівнянної із сяючою зіркою. І в тому, що ти не опустиш руки і не здаси на своєму довгому й важкому шляху до неї.

### 2020 — EP «Angry Kid»
26 жовтня 2020 року гурт випустив EP «Angry Kid». Мініальбом складається з 4 композицій які поєднані в одну історію. Ось що пише гурт про свій реліз:
EP «Angry Kid» — це синергія чотирьох композицій, кожна з яких розповідає свою частину однієї історії. Історії про шалений і кровожерливий світ, який оточує і атакує кожного з нас. Важкі берци (Heavy Boots) армій, що марширують в руйнівному циклі, залишають за собою тільки прах, попіл і тужливе виття сирен (Alarm). Але навіть на цьому попелищі, наче Фенікс, відродяться нові покоління. Покоління дорослих з серцями злих дітей (Angry Kid), які відчайдушно намагаються не просто вижити, але зберегти й утримати в собі хоч щось світле і по-справжньому цінне, поки життя несе їх, подібно до бурхливого перебігу чорної річки (Waterfalls), вдаряючи об камені та кружляючи в вирах подій.

## Цікаві факти
- Колектив надавав персональні музичні інструменти для зйомок фільму «Ялинки 2», які були використані під час сцени коли один із головних героїв Павло (військовий президентського полку) зустрічає героїню Ві́ру Бре́жнєву, яка готується до концерту на сцені. Поряд можна побачити червону гітару вокаліста та клавіші, ударну установку Дмитра, та інше.
- Також колектив був спеціально запрошений на зйомки реклами російського оператора мобільного зв'язку «МегаФон». Місце дії за сюжетом є рок-концерт у великому заповненому клубі на якому гурт грав самих себе.

## Склад

### Теперішні учасники
- Антон Юр'єв — вокал, гітара, клавіші (2009 — до сьогодні)
- Максим Роговой — бас-гітара (2017 — до сьогодні)
- Артем Паламарчук — ударні (2018 — до сьогодні)

### Колишні учасники
- Антон Легкий — бас-гітара (2009—2013)
- Кирило Вахрамов — гітара (2009—2013)
- Констянтин Тютюнник — гітара (2013—2014)
- Федір Попов — гітара (2014 — 2015)
- Любомир Пащенко — бас-гітара (2013—2016)
- Станіслав Войтенко — гітара (2015—2016)
- Дмитро Мельник — ударні (2009—2018)

## Дискографія

### Студійні альбоми
- 2010 — EP «Sleepin' Muse»
- 2014 — LP «My Walls»
- 2020 — EP «Angry Kid»

### Сингли
- 2011 — «No»
- 2011 — «Fallin' Comet»
- 2013 — «Sleepin' Muse»
- 2013 — «Imperial Dreamer»
- 2013 — «Mammoth»
- 2015 — «Bullet»
- 2017 — «Tired Eyes», «Star»
- 2020 — «Heavy Boots», «Alarm», «Angry Kid», «Waterfalls»

## Відеокліпи
| Рік  | Назва пісні     | Режисер(и)       | Альбом         |
| ---- | --------------- | ---------------- | -------------- |
| 2011 | «No»            | Пётр Джексоненко | Сингл 2011     |
| 2012 | «Fallin' Comet» | Альона Стулій    | Сингл 2011     |
| 2020 | «Heavy Boots»   | Артем Паламарчук | EP «Angry Kid» |